# Nicolás Alvarado Caporale
Pour les articles homonymes, voir Nico.
Nicolás Alvarado Caporale dit Nico, né le 24 juillet 1976 à Buenos Aires, est un joueur de beach soccer international espagnol.

## Biographie
Lors de la Coupe du monde 2013, Nico participe à son premier Mondial en l'absence de son ami Ramiro Amarelle dont il prend la succession en tant que capitaine de l'équipe d'Espagne. Les Espagnols atteignent la finale.

## Palmarès

### En sélection
| Compétitions mondiales | Compétitions continentales |
| --- | --- |
| - Coupe du monde - Finaliste en 2003, 2004 et 2013 - 3e en 2000 - BSWW Mundialito (1) - Vainqueur en 2013 - Finaliste en 1997 et 2004 - 3e en 2001, 2003 et 2009 | - Euro Beach Soccer League (5) - Vainqueur en 1999, 2000, 2001, 2003 et 2006 - Finaliste en 2002 - Euro Beach Soccer Cup (3) - Vainqueur en 1999, 2008, 2009 - Finaliste en 1998, 2001, 2002 et 2004 - 3e en 2003 |

### Individuel
- Euro Beach Soccer Cup
  - Meilleur joueur en 2008 et 2009

- Italie[2]
  - Meilleur joueur de la Coupe d'Italie en 2006